# Гай Юний Тибериан
Гай Юний Тибериан (на латински: Gaius Iunius Tiberianus) е политик и сенатор на Римската империя през 3 век.

## Биография
Той е военен трибун през 249 г. в X Близначен легион. През 281 Тибериан е консул заедно с император Проб. През 291 г. той е отново консул и едновременно praefectus urbi.
Вероятно неговият син Гай Юний Тибериан е проконсула на Азия в някоя от годините 293 и 305 г. и praefectus urbi 303/304 г.